# Старояксарский сельсовет
Старояксарский сельсовет — сельское поселение в Шемышейском районе Пензенской области Российской Федерации.
Административный центр — село Старая Яксарка.

## История
Статус и границы сельского поселения установлены Законом Пензенской области от 2 ноября 2004 года № 690-ЗПО «О границах муниципальных образований Пензенской области».

## Население
| 2002 | 2010 | 2012 | 2013 | 2014 | 2015 | 2016 |
| ---- | ---- | ---- | ---- | ---- | ---- | ---- |
| 738  | ↘680 | ↘667 | ↘645 | ↘624 | ↘612 | ↘604 |
| 2017 | 2018 | 2021 |      |      |      |      |
| ↘597 | ↘567 | ↘478 |      |      |      |      |

## Состав сельского поселения
| № | Населённый пункт | Тип населённого пункта       | Население |
| - | ---------------- | ---------------------------- | --------- |
| 1 | Новая Яксарка    | село                         | ↘209      |
| 2 | Старая Яксарка   | село, административный центр | ↘471      |